# Josef Hofbauer
Pour l’article homonyme, voir Hofbauer.
Josef Hofbauer (né le 20 janvier 1886 à Vienne, mort le 25 septembre 1948 à Francfort-sur-le-Main) est un écrivain et journaliste allemand.

## Biographie
Josef Hofbauer est le fils d'un ouvrier. Le jeune typographe engagé dans le mouvement social-démocrate est un fondateur en 1904 du journal Verbandes jugendlicher Arbeiter Österreichs qui précèdera la Jeunesse ouvrière socialiste (de). En 1910, il est nommé dans la rédaction de Freiheit à Teplice par Josef Seliger. Il est soldat pendant toute la Première Guerre mondiale. En 1919, il devient rédacteur en chef de Freiheit, en 1921 de Sozialistischen Jugend, rédacteur en 1924 de Sozialdemokrat puis de Gleichheit et Frauenwelt à Prague.
Membre du Parti des travailleurs sociaux-démocrates allemands en Tchécoslovaquie, il émigre lors de l'annexion des territoires germanophones de la Bohême à la suite des accords de Munich à l'automne 1938 et va à Malmö, où il travaille dans plusieurs magazines d'exilés.
Après la fin du régime nazi, il s'installe à Francfort en 1948 et est rédacteur en chef de Sozialistischen Tribüne.
Hofbauer est l'auteur d'écrits politiques et biographiques sur Seliger et Masaryk, ainsi que d'une poésie critique sociale et combative. Son œuvre la plus connue est le roman Der Marsch ins Chaos paru en 1930, inspiré de la guerre, où le réalisme s'oppose à la mythification contemporaine du front austro-italien.